# آنا جرترود هال
آنا جرترود هال (بالإنجليزية: Anna Gertrude Hall)‏ هي أمينة مكتبة وكاتبة للأطفال وكاتِبة أمريكية، ولدت في 1882، وتوفيت في 1967.